# Skybirds
Skybirds var en svensk formationsflyggrupp som bestod uteslutande av kvinnor. Gruppen genomförde flyguppvisningar årligen från 1991 fram till och med 2015.
Skybirds bildades inom Botkyrka Flygklubb på Tullinge flygplats inför klubbens flygdag 1991 då några av de mest aktiva kvinnliga piloterna i klubben fick uppdraget att visa upp klubbens plan.
Skybirds flög formationsflygning med enmotoriga, lågvingade flygplan av typen Piper PA-28 Cherokee. De flög med varierande versioner av flygplanstypen, med olika vingform och motorstyrka, vilket gjorde formationsflygningen svårare.
Under de 25 säsonger som gruppen aktivt flög har medlemmar tillkommit och fallit bort. Totalt har gruppen haft 15 kvinnliga uppvisningspiloter och de har genomfört över hundra uppvisningar på flygdagar och andra evenemang, främst inom Sverige men även i Norge och Finland.
Ett av Skybirds mål var att locka fler kvinnor till flyget.
Gruppen har under åren uppmärksammats av svensk press och TV, bland annat i dokumentären Titta jag flyger... en pilotfilm (2014).